# Gonocaryum litorale
Gonocaryum litorale là một loài thực vật có hoa trong họ Cardiopteridaceae. Loài này được (Blume) Sleumer mô tả khoa học đầu tiên năm 1940.